# Nieuw-Frankrijk
Nieuw-Frankrijk (Frans: la Nouvelle-France) omvat de gebieden in Noord-Amerika, die door Frankrijk gekoloniseerd werden gedurende de periode van 1524 tot 1763.
Op het hoogtepunt in 1712, strekte het gebied van Nieuw-Frankrijk zich uit van Newfoundland tot aan het Bovenmeer, en van de Hudsonbaai tot aan de Golf van Mexico. In die tijd bestond het gebied uit vijf koloniën, ieder met een eigen bestuur:
- Canada, grotendeels overeenkomend met de huidige provincie Québec
- Acadië, aanvankelijk bestaand uit het huidige Nova Scotia, New Brunswick, het oosten van Québec, en het grootste deel van New England.
- Newfoundland, door de Fransen Terre-Neuve genoemd
- Hudsonbaai, baai in het verre noorden van het tegenwoordige Canada
- Louisiana, het gehele stroomgebied van de Mississippi (veel groter dan de tegenwoordige Amerikaanse staat Louisiana)

Bij de Vrede van Parijs (1763) verloor Frankrijk al deze gebieden, met uitzondering van Saint-Pierre en Miquelon, een groep eilandjes bij Newfoundland, die tegenwoordig nog steeds Frans is. Het is het enige overblijfsel van wat eens Nieuw-Frankrijk was. Ook bezit Frankrijk nog steeds het Zuid-Amerikaanse Frans-Guyana.

## Geschiedenis
De geschiedenis van Nieuw-Frankrijk begint officieel in 1524 met de eerste bezoeken van Franse ontdekkingsreizigers aan het Noord-Amerikaanse continent, en eindigt in 1763 als Frankrijk, na het verliezen van de zevenjarige oorlog, bij de Vrede van Parijs gedwongen wordt Louisiana aan Spanje, en Canada aan Groot-Brittannië af te staan.

### Begin van de Franse kolonisering (1524-1607)
Eigenlijk begint de geschiedenis van de Franse exploratie van Noord-Amerika al voor 1524. In 1508, slechts 16 jaar na de eerste reis van Christoffel Columbus naar Amerika, bracht Thomas Aubert een aantal Noord-Amerikaanse indianen naar Frankrijk. Hij was waarschijnlijk op een visexpeditie die hem tot in de Noord-Amerikaanse wateren bracht. Hieruit blijkt dat sinds het begin van de zestiende eeuw avontuurlijke Franse zeelieden zich al tot in de Saint Lawrencebaai waagden, terwijl ook Basken en Spanjaarden daar al kwamen.

#### De reis van Verrazzano (1524)
In 1524 maakte Giovanni da Verrazzano in opdracht van de Franse koning de eerste "officiële" reis naar Noord-Amerika. Net als andere Europese landen, vertrouwde Frankrijk voor zijn eerste ontdekkingsreizen op Italiaanse kapiteins. Zo nam Spanje Columbus en Vespucci in dienst, Groot-Brittannië Caboto, en Frankrijk nam Verrazzano aan.
Zijn doel was een kortere vaarroute naar Azië te vinden. Daarbij koos hij een route, die nog niet door de andere ontdekkingsreizigers verkend was. Hij volgde minutieus de hele Atlantische kustlijn van Florida tot in Nova Scotia, op zoek naar een doorgang naar de Oost-Chinese Zee. De reis van Verrazano leverde geen concrete resultaten op, maar wordt beschouwd als de voorbereiding op de reizen die Jacques Cartier tien jaar later zou maken.

#### De reizen van Cartier (1534-1542)
Op 24 juli 1534 plantte Jacques Cartier een kruis in Gaspé op het schiereiland Gaspésie en nam het gebied in bezit in de naam van koning Frans I van Frankrijk. Daarna voer hij de Saint Lawrencerivier op, tot hij op 2 oktober de Indiaanse nederzetting Hochelaga bereikte, waar nu Montreal ligt.
Cartier maakte drie reizen naar Noord-Amerika. Daarna was Frankrijk echter niet bereid verder te investeren in de exploitatie van de nieuwe Franse gebieden. Al maakte Frankrijk in de daaropvolgende periode geen officiële reizen, het betekende niet dat er geen Fransen meer in de gebieden van Newfoundland en rond de Saint Lawrencebaai kwamen. De Bretonse en Baskische vissers bleven komen om kabeljauw en walvisolie te halen. Tijdens hun reizen brachten ze genoeg tijd door in het gebied om metalen voorwerpen met de plaatselijke indianen te ruilen tegen pelzen. Langzamerhand werd deze handel steeds winstgevender, wat tegen het einde van de 16e eeuw leidde tot een vernieuwde belangstelling voor de overzeese Franse gebiedsdelen. Er was een grote vraag naar beverpelzen in Europa, omdat de bever in Europa bijna was uitgeroeid.

### Nieuw-Frankrijk (1534-1760)

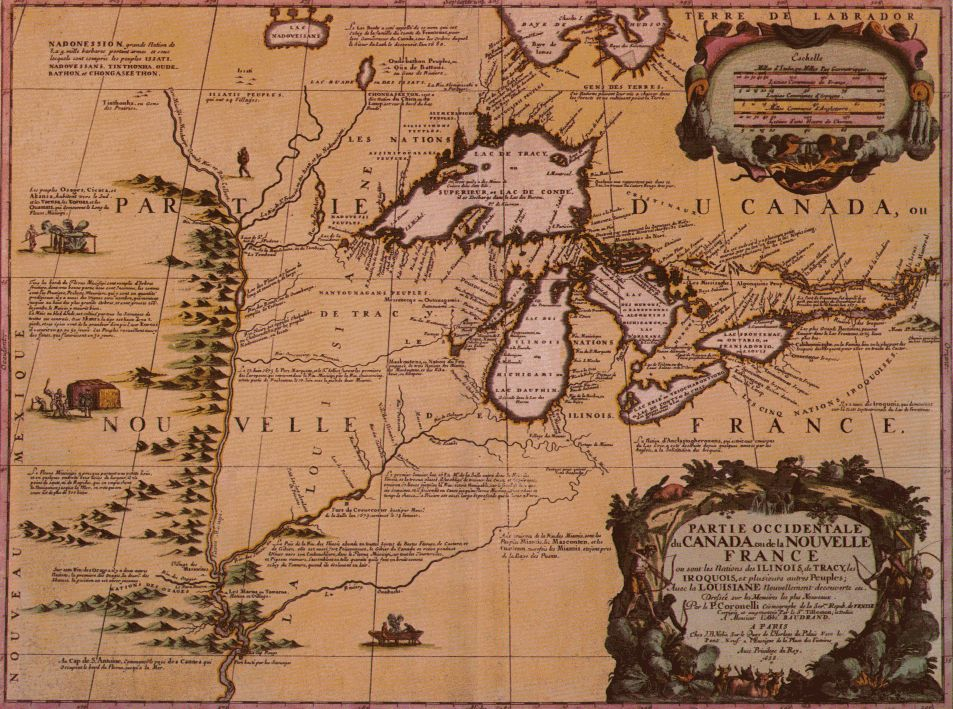
Kaart van westelijk Nieuw-Frankrijk, 1688

Vroege pogingen om permanente nederzettingen te stichten waren geen groot succes.
In 1541 bouwde Cartier een fort aan de monding van de rivier de Cap-Rouge in de omgeving van de huidige stad Québec. Hij noemde het fort Charlesbourg Royal. Dit was de eerste Franse vestiging op het Noord-Amerikaanse continent. Na herhaalde aanvallen door de plaatselijke Iroquois indianen, werd dit fort na twee jaar weer verlaten.
Op 15 januari 1598 benoemde Hendrik IV van Frankrijk Troilus de La Roche de Mesgouez tot gouverneur van Nieuw-Frankrijk. Deze ging aan land op het eiland Ile de Sable voor de kust van Acadië met 60 kolonisten, waaronder 48 veroordeelde gevangenen. Tijdens een verkenningstocht in de omgeving met zijn schip liet hij de gevangenen op het eiland achter, werd door een storm getroffen, en besloot naar Frankrijk terug te keren, de gevangenen op het eiland achterlatend. Deze zouden daar nog zeven jaar overleefd hebben.
In 1600 bouwde Chauvin de Tonnetuit een handelspost voor de handel in pelzen in Tadoussac, op de plaats waar de rivier de Saguenay in de Sint-Laurensrivier uitmondt. Deze handelspost werd gebruikt door de Fransen, Engelsen en zelfs Portugezen om te handelen met de indianen. Deze hadden zich nog niet met enig Europees land geallieerd. De eerste Franse kolonisten vestigden zich permanent bij de handelspost, maar slechts 5 overleefden de winter.

#### Acadië (1604-1760)
De Franse kolonisering van Acadië begon op het piepkleine eilandje Ile Sainte Croix, aan de monding van de rivier de Sainte-Croix, welke nu de internationale grensrivier is tussen de Amerikaanse staat Maine en de Canadese provincie New Brunswick. In 1604 kwamen Pierre Dugua en Samuel de Champlain met 77 kolonisten naar het eilandje, en stichtten er een nederzetting. De kolonie van Sainte-Croix overleefde niet lang. In de winter van 1605 stierf ongeveer de helft van de bevolking, en de groep besloot te verhuizen. Ze reisden verder en stichtten de nederzetting Port-Royal aan de Fundybaai, de inham tussen de Canadese provincie New Brunswick en het schiereiland van Nova Scotia. De kolonisten verlieten Port Royal weer in 1608 en verhuisden naar Québec, dat in het dal van de Saint Lawrencerivier lag. Port-Royal werd vrijwel helemaal verlaten tot 1611, waarna het een deel van de kolonie Acadië werd. Deze situatie bleef gehandhaafd tot Acadië werd overgedragen aan Groot-Brittannië bij de Vrede van Utrecht in 1713. Frankrijk behield echter het eiland Saint Jean, nu Prince Edward Island en Cape Bretoneiland, een deel van het huidige Nova Scotia. Op Cape Bretoneiland bouwden zij de vesting Louisbourg.

#### Frans Canada (1608-1760)
Ongeveer 70 jaar na de reizen van Jacques Cartier, legde Samuel de Champlain de basis voor Frans-Canada, wat de belangrijkste kolonie van Nieuw-Frankrijk zou worden.
De Champlain vestigde de huidige stad Québec in 1608 op een strategische plek aan de Saint Lawrencerivier, bij een vernauwing van de rivier bij de rivieren Chaudières en Etchemin. Aanvankelijk was het belangrijkste doel van Québec om andere koloniale machten te verhinderen de Saint Lawrencerivier te gebruiken om in de binnenlanden door te dringen, niet om het gebied te bevolken. Na Québec werden stroomopwaarts in 1634 Trois-Rivières en in 1642 Montreal gevestigd.

#### Bestuur door handelscompagnieën (1627-1662)
In de eerste decennia na de stichting van Québec woonden er nog maar weinig kolonisten in Nieuw-Frankrijk, in tegenstelling tot de Britse koloniën in het zuiden, waar de bevolking zich snel uitbreidde. Kardinaal de Richelieu, adviseur van koning Lodewijk XIII, wilde niet dat de Franse koloniën achter zouden blijven bij de Britse koloniën. In 1627 stichtte hij, naar het voorbeeld van de West-Indische Compagnie, de Compagnie van Nieuw Frankrijk, ook de Compagnie des Cents Associés genaamd. Deze compagnie investeerde in Nieuw Frankrijk in ruil voor een handelsmonopolie, en beloofde land aan honderden nieuwe kolonisten om van Québec een welvarende en groeiende kolonie te maken. Samuel de Champlain werd tot gouverneur van Nieuw-Frankrijk benoemd. Richelieu bepaalde dat er alleen rooms-katholieken zouden mogen wonen. Protestanten werden verwacht hun geloof af te zweren, maar in plaats daarvan verhuisden velen naar de Britse koloniën. Richelieu introduceerde ook een feodaal agrarisch systeem, waarbij de boeren aan het land gebonden waren. Dit systeem bleef in gebruik in het dal van de Sint-Laurensrivier tot in de 19e eeuw.
Ondanks deze pogingen lukt het niet om Nieuw-Frankrijk succesrijker te maken.

#### Koninklijk Bestuur (1663-1759)

Zegel van Lodewijk XIV, gebruikt in Nieuw-Frankrijk nadat de kolonie was omgevormd tot een Franse provincie in 1663.

Noord-Amerika in 1750. Britse gebieden roze, Franse blauw en Spaanse oranje.

Na de dood van Lodewijk XIII besloot Lodewijk XIV in 1663 het bestuur van Nieuw-Frankrijk weer in eigen handen te nemen. Hij vormde een Souvereine Raad (Conseil souverain), die zich later de Hoge Raad noemde (Conseil supérieur). Deze raad bestond uit de gouverneur van Nieuw-Frankrijk, de intendant van Nieuw-Frankrijk, en de bisschop van Nieuw-Frankrijk, en enige anderen, en was verantwoordelijk voor het handhaven van de orde in de kolonie. Tevens werd er in dat jaar ook gestart met een campagne om de genderbalans in Québec te herstellen. In de periode 1663-1673 werden zo'n 800 Dochters van de Koning vanuit Frankrijk naar de kolonie gezonden. In 1667 zond de koning ook een Frans regiment om de kolonie te verdedigen tegen aanvallen van de indianen en van Britse kolonisten.

### Louisiana (1682-1803)
Louisiana was een bestuurlijk district dat in de 17e en 18e eeuw deel uitmaakte van Nieuw-Frankrijk. Het lag in het rivierdal van de Mississippi binnen het gebied van wat nu de Verenigde Staten zijn. De ontdekkingsreiziger Robert Cavelier de La Salle bezocht het gebied in 1682, en noemde het Louisiana ter ere van koning Lodewijk XIV. Het Franse Louisiana werd later uitgebreid tot aan de Rocky Mountains en de Appalachen, inclusief Ohio en Illinois.
Sinds het laatste deel van de 17e eeuw werd in het gebied een uitgebreid netwerk van forten gebouwd langs rivieren. Deze werden gebruikt voor handel met de indianen. Aan het einde van de Franse en Indiaanse oorlog in 1763 verloren de Fransen het gebied. Bij het Verdrag van Parijs werd bepaald dat het gebied ten westen van de Mississippi aan Spanje moest worden overgedragen, terwijl het gebied ten oosten van de rivier naar Groot-Brittannië ging. Onder Spaans bestuur verhuisden veel economische activiteiten stroomafwaarts in de richting van de Golf van Mexico, wat leidde tot een toenemend belang van New Orleans aan de monding van de rivier. De Britse regering besloot vestiging van kolonisten in het na 1763 Brits geworden deel van het oorspronkelijk Louisiana te verbieden. Dit droeg bij tot de ontevredenheid bij de kolonisten, die uiteindelijk leidde tot de Amerikaanse Revolutie.
In 1801 onder Napoleon Bonaparte kreeg Frankrijk voor een korte periode het Spaanse gebied ten westen van de Mississippi terug bij het Verdrag van San Ildefonso. In 1803 verkocht Frankrijk dit gebied aan de Verenigde Staten, dat bekend werd als de Louisiana Purchase. Het aangekochte gebied werd aanvankelijk het Louisiana District genoemd. Nadat het zuidelijke deel als de staat Louisiana tot de Verenigde Staten werd toegelaten, kreeg het overgebleven gebied de naam de Missouri Territory.

### Verovering door de Britten (1756-1760)
Een oorlog brak uit in 1756 tussen Groot-Brittannië en Frankrijk langs de rivier de Ohio. De oorlog breidde zich uit tot in Canada. De Fransen hadden minder militairen, maar wisten een aantal slagen te winnen. In september 1759 vielen de Britse troepen onder generaal James Wolfe de Fransen aan op de Vlakten van Abraham bij de stad Québec, na een beleg van tien weken. De Fransen onder generaal Louis-Joseph de Montcalm probeerden de stad te verdedigen tegen de Britse troepen, die tegen de steile rotsen opklommen, maar moesten zich overgeven toen de Britse Marine een bombardement begon op de stad vanaf de Sint-Laurensrivier. De generaals van de twee legers, James Wolfe en Louis-Joseph de Montcalm, overleden beiden aan wonden opgelopen gedurende de slag. Québec werd door de Britten ingenomen. De laatste overgebleven stad onder Franse controle was Montreal. De Britten vielen Montreal aan in 1760, waarna de stad zich zonder weerstand overgaf. Pierre de Rigaud Marquis de Vaudreuil tekende de overgave, wat ertoe leidde dat hij in Frankrijk als een verrader werd beschouwd.